# Franz épület
A Franz épület a Portlandi Egyetem oktatási létesítménye az Amerikai Egyesült Államok Oregon államának Portland városában. A 7246 négyzetméteres épületet 1995-ben adták át.

## Fordítás
- Ez a szócikk részben vagy egészben  a   Franz Hall című angol Wikipédia-szócikk ezen változatának fordításán alapul.  Az eredeti cikk szerkesztőit annak laptörténete sorolja fel. Ez a jelzés csupán a megfogalmazás eredetét és a szerzői jogokat jelzi, nem szolgál a cikkben szereplő információk forrásmegjelöléseként.